# John Swinney
John Ramsay Swinney (Edimburgo, 13 aprile 1964) è un politico britannico, Primo ministro della Scozia e leader del Partito Nazionale Scozzese (SNP) dal 2024; era già stato Vice primo ministro della Scozia dal 2014 al 2023, dopo aver già ricoperto il ruolo dal 2000 al 2004.
Ha detenuto diverse cariche nel governo scozzese con i primi ministri Alex Salmond e Nicola Sturgeon dal 2007 al 2023; Swinney è membro del Parlamento scozzese per il collegio di Pertshire North dal 2011, e in precedenza lo era stato per North Tayside dal 1999 al 2011.

## Biografia
Nato a Edimburgo, Swinney si laureò con un Master of Arts in politica all'Università di Edimburgo; si unì al SNP in giovane età, e acquisì posizioni di responsabilità divenendone segretario nazionale dal 1986 al 1992, e vice leader dal 1998 al 2000. Fu deputato alla Camera dei comuni del Regno Unito per il collegio di Tayside North dal 1997 al 2001, e nel 1999 fu eletto al primo Parlamento scozzese nel 1999. Dopo le dimissioni di Alex Salmond dalla guida del partito nel 2000, Swinney fu eletto leader del Partito Nazionale Scozzese alle successive primarie, e divenne leader dell'opposizione al Parlamento scozzese. Durante la sua leadership il partito perse un deputato alle elezioni generali del 2001 ed una riduzione a 27 deputati alle elezioni scozzesi del 2003, nonostante lo scandalo Officegate avesse fatto dimettere il precedente primo ministro Henry McLeish. Gli unici partiti a conquistare nuovi seggi in quelle elezioni furono solo i Verdi ed il Partito Socialista Scozzese che, come il SNP sostengono l'indipendenza. Dopo un infruttuoso tentativo di sottrargli la carica nel 2003, Swinney stesso si dimise nel 2004 a seguito dei risultati deludenti alle elezioni europee; Salmond tornò al potere riconquistando la leadership del partito.
Dal 2004 al 2007 Swinney fu deputato di opposizione; alle elezioni scozzesi del 2007 il SNP conquistò la maggioranza relativa dei seggi, e Salmond fu nominato Primo ministro. Swinney entrò nel governo scozzese come Segretario per le finanze, l'impiego e la crescita sostenibile dal 2007 al 2014. Dopo che Nicola Sturgeon successe a Salmond come Primo ministro, Swinney divenne il suo vice nel 2014. Divenne anche Segretario per le finanze, la Costituzione e l'economia, finché la carica non venne suddivisa in due nel secondo governo Sturgeon, in conseguenza dell'estensione dei poteri finanziari del Parlamento scozzese; nel 2016 venne nominato Segretario per l'istruzione e nel 2021 Segretario per la ripresa dal Covid-19. Il 25 maggio 2022 Swinney divenne il Vice primo ministro che aveva detenuto la carica più a lungo, sorpassando il precedente record detenuto da Nicola Sturgeon. In aggiunta al suo ruolo di Segretario per la ripresa dal Covid-19, fu anche Segretario ad interim per la finanza e l'economia dal luglio 2022 al marzo 2023, sostituendo Kate Forbes durante il suo congedo parentale. Nel marzo 2023 Swinney annunciò le sue dimissioni da Vice primo ministro, seguendo le dimissioni di Nicola Sturgeon da Primo ministro.
A seguito della crisi del governo Yousaf nell'aprile 2024, Swinney è succeduto a Humza Yousaf come leader del Partito Nazionale Scozzese ed è divenuto il nuovo Primo ministro scozzese l'8 maggio 2024.